# Bryoxiphiales
Bryoxiphiales är en ordning av bladmossor. Bryoxiphiales ingår i klassen egentliga bladmossor, divisionen bladmossor, och riket växter.
Ordningen innehåller bara familjen Bryoxiphiaceae.